# Воєводське (Чутівський район)
Воєводське — колишнє село в Україні.
Підпорядковувалося Скибівській сільській раді Чутівського району Полтавської області. 
На 3-версній карті 1869 року, зміненій у 1875-1878 рр., виданій 1918 р., позначений як хутір Воєводський. Село було розташоване за 2 км на північ від села Скибівка. 1987 року у селі мешкало 30 осіб.
Головною причиною, через яку мешканці почали виїздити з села, було періодичне затоплення балки, яку перетинала єдина дорога, що пов'язувала село із «великим світом» — автошлях С 172405 Скибівка—Воєводське (3 км).
23 квітня 2003 року рішенням Полтавської обласної ради село виключене з облікових даних.